# Ferdinand Essandja
Ferdinand Essandja (parfois Fernand Essendja ou Ferdinand Esandja ) était un homme politique et homme d'affaires congolais. En 1935 il fut parmi les créateurs de l'AS Vita Club,. Il a été président du Parti de l'Unité Congolaise en 1959  et a travaillé comme greffier en chef de la Sabena . Il assista à la Table ronde belgo-congolaise au début des années 1960 en tant que délégué du Parti national du progrès (PNP) pour participer aux négociations pour l'indépendance du Congo belge. À un moment donné, il a été bourgmestre de la commune de Barumbu à Léopoldville. En juin 1961, Essendja devint directeur général d'Air Congo, la compagnie aérienne nationale de la République démocratique du Congo . En 1967, il était vice-président de la société.